# Babice Gornje
Babice Gornje är ett samhälle i Bosnien och Hercegovina.   Det ligger i entiteten Federationen Bosnien och Hercegovina, i den centrala delen av landet, 70 kilometer norr om huvudstaden Sarajevo. Babice Gornje ligger 317 meter över havet och antalet invånare är 419. Det ligger vid sjön Modračko Jezero.
Terrängen runt Babice Gornje är platt åt nordost, men åt sydväst är den kuperad.Runt Babice Gornje är det ganska tätbefolkat, med 93 invånare per kvadratkilometer.. Närmaste större samhälle är Tuzla, 18,6 kilometer öster om Babice Gornje. 
I omgivningarna runt Babice Gornje växer i huvudsak blandskog.